# Katariina Kosola
Saara Katariina „Katsu“ Kosola (* 24. Februar 2001) ist eine finnische Fußballspielerin. Sie spielt in Schweden für BK Häcken und ist finnische Nationalspielerin.

## Karriere

### Vereine
Kosola begann in Hämeenlinna im Süden Finnlands bei Hämeenlinnan Jalkapalloseura mit dem Fußballspielen. Im weiteren Verlauf gehörte sie dann Hämeenlinnan Härmä an, bevor sie für Tampereen Ilves, zuletzt 2018, spielte.
In der Spielzeit 2019 war sie dann für HFA Märsky aktiv, bevor sie zum HJK Helsinki wechselte. Für den Verein kam sie in den Spielzeiten 2020 und 2021 in der Kansallinen Liiga, der höchsten Spielklasse im finnischen Frauenfußball, in insgesamt 41 Punktspielen zum Einsatz, in denen sie neun Tore erzielte. Ihr Debüt gab sie am 13. Juni 2020 (1. Spieltag) beim 1:1-Unentschieden im Heimspiel gegen PK-35 Vantaa. Ihr erstes von drei Toren in ihren 18 Punktspielen ihrer Premierenspielzeit erzielte sie am 11. Juli 2020 (5. Spieltag) beim 3:1-Sieg im Heimspiel gegen die Frauenfußballabteilung von Turku PS mit dem 1:0-Führungstreffer in der 21. Minute.
Danach begab sie sich nach Schweden und kam für den Erstligisten Umeå IK vom 27. März bis zum 5. November 2022 in 24 von 26 Spielen der Spielzeit 2022 zum Einsatz, in denen sie zwei Tore erzielte. Mit dem Abstieg ihres Vereins in die Elitettan verließ sie diesen. Für KIF Örebro DFF kam sie in der Folgespielzeit vom 26. März bis zum 7. Juli 2023 in den ersten 17 Erstligaspielen zum Einsatz.
In der laufenden Spielzeit 2023 wurde sie am 31. August vom Ligakonkurrenten BK Häcken verpflichtet, für den sie bereits einen Tag später am 18. Spieltag beim Linköpings FC beim torlos gebliebenen Spiel in der 58. Minute eingewechselt wurde.

### Nationalmannschaft
Ihr Debüt als Nationalspielerin gab sie am 23. Oktober 2017 in der U17-Nationalmannschaft, die im ersten Spiel der Gruppe 11 im Rahmen der Erstrundenqualifikation torlos gegen die U17-Nationalmannschaft Sloweniens spielte. Drei Tage später, beim 8:1-Sieg im zweiten Spiel gegen die U17-Nationalmannschaft Maltas, erzielte sie mit dem Treffer zum 2:0 in der 18. Minute ihr erstes Länderspieltor.
Mit ihrer Mannschaft für die Endrunde qualifiziert, kam sie in allen drei Spielen der Gruppe A, sowie im Halbfinale und im Spiel um Platz 3 zum Einsatz. In Folge des Ergebnisses nahm sie mit ihrer Mannschaft auch an der in Uruguay ausgetragenen Weltmeisterschaft, bei der sie in allen drei Spielen der Gruppe A eingesetzt wurde.
Für die U19-Nationalmannschaft bestritt sie fünf Länderspiele, davon drei in der Eliterunde der Qualifikation für die Europameisterschaft. Ihre beiden Länderspieltore erzielte sie in zwei Vergleichen mit der Schweizer U19-Nationalmannschaft. Beim 3:2-Sieg am 29. August 2019 mit dem Treffer zum 3:1 in der 53. Minute und beim 8:0-Sieg am 31. August 2019 mit dem Treffer zum 7:0 in der 68. Minute.
Ihr A-Länderspieldebüt gab sie am 12. November 2022 in San Pedro del Pinatar beim 1:1-Unentschieden gegen die Nationalmannschaft Wales’; ihr erstes A-Länderspieltor war zugleich der 1:0-Siegtreffer in der 69. Minute im Freundschaftsspiel gegen die Nationalmannschaft der Slowakei am 7. April 2023.

## Erfolge
- Zypern-Cup-Sieger 2023
- Dritter U17-Europameisterschaft 2018